# 부보청
부보상은 조선전기부터 정부와 밀접한 관련을 유지하며 정부의 역(役)을 수행하고 그 대가로 상업의 이권을 행사하였다. 조선전기 유지되던 부상청(負商廳)은 과 보상단(褓商團)을 통합하였으며 정부의 관리와 보호 아래 두기 위해 부보청(負褓廳)으로 개칭하여 부보상을 관리하는 관청이 되었다.